# Erodium telavivense
Erodium telavivense là một loài thực vật có hoa trong họ Mỏ hạc. Loài này được Eig mô tả khoa học đầu tiên năm 1932.